# شهرآباد (طبس)
شهرآباد، روستایی از توابع بخش دستگردان شهرستان طبس در استان خراسان جنوبی ایران است.

## جمعیت
این روستا در دهستان دستگردان قرار دارد و براساس سرشماری مرکز آمار ایران در سال ۱۳۸۵، جمعیت آن زیر سه خانوار بوده‌است.